# Dominik Gajewski
Dominik Jan Gajewski – profesor nauk społecznych w dyscyplinie nauki prawne, nauczyciel akademicki i sędzia Naczelnego Sądu Administracyjnego.

## Życiorys
Jest absolwentem Wydziału Prawa i Administracji Uniwersytetu Marii Curie-Skłodowskiej w Lublinie, absolwentem Uniwersytetu Centralnego Lancashire w Wielkiej Brytanii; stypendystą i wykładowcą Uniwersytetu Illinois, stypendystą Uniwersytetu Humboldtów w Berlinie, Université de Paris V oraz Uniwersytetu Columbia.
Pracę doktorską obronił na Wydziale Prawa i Administracji Uniwersytetu Marii Curie-Skłodowskiej w Lublinie. Rozprawę habilitacyjną obronił na Wydziale Prawa Uniwersytetu w Białymstoku. 11 grudnia 2023 uzyskał z rąk Prezydenta RP tytuł profesora nauk społecznych w dyscyplinie nauki prawne. Pełnił funkcję eksperta Komisji Europejskiej w zakresie budowania strategii przeciwdziałania międzynarodowemu unikaniu opodatkowania. Był ekspertem Team Europe przy Przedstawicielstwie Komisji Europejskiej w Polsce. Jest profesorem zwyczajnym w Szkole Głównej Handlowej, kierownikiem Katedry Prawa Podatkowego (utworzonej 1 lutego 2024 z przekształcenia Zakładu Prawa Podatkowego), a także kierownikiem Centrum Analiz i Studiów Podatkowych SGH oraz redaktorem naczelnym Analiz i Studiów Podatkowych CASP. W latach 2003–2016 był adwokatem i radcą prawnym. Jego obszar zainteresowań i specjalizacji obejmuje interdyscyplinarne prawo podatkowe, strategie przeciwdziałania międzynarodowemu unikaniu opodatkowania oraz wysokozaawansowaną inżynierię podatkową. Jest autorem ponad 220 publikacji naukowych z zakresu prawa podatkowego, w tym 9 monografii książkowych.
25 listopada 2014 został powołany na członka Rady Konsultacyjnej Prawa Podatkowego przy Ministrze Finansów na dwuletnią kadencję, a 15 września 2016 do Rady do Spraw Przeciwdziałania Unikaniu Opodatkowania przez Ministra Finansów (I kadencji). 10 października 2016 otrzymał z rąk prezydenta RP Andrzeja Dudy nominację na stanowisko sędziego Wojewódzkiego Sądu Administracyjnego w Warszawie. W latach 2017–2021 delegowany do orzekania w Izbie Finansowej Naczelnego Sądu Administracyjnego. 23 lutego 2021 otrzymał nominację na stanowisko sędziego Naczelnego Sądu Administracyjnego. Jako sędzia orzeka w sprawach podatkowych w Izbie Finansowej NSA. W 2017 był nominowany, a następnie zwyciężył w Plebiscycie Ludzie Roku 2016 czytelników Gazety Wyborczej w kategorii biznes za propagowanie idei przeciwdziałania międzynarodowemu unikaniu opodatkowania oraz konieczności uszczelnienia systemu podatkowego w Polsce. W latach 2017–2021 kierownik Zespołu Analiz Ekonomicznych w Biurze Orzecznictwa NSA. 19 maja 2021 powołany na członka Państwowej Komisji Egzaminacyjnej do Spraw Doradztwa Podatkowego (VII i VIII kadencji).

## Wybrane publikacje
- Opodatkowanie holdingów i grup kapitałowych. Warszawa: Wydawnictwo Dom Wydawniczy ABC, 2005. ISBN 83-7416-468-9. Brak numerów stron w książce
- Corporate Income Tax. Warszawa: Wydawnictwo CH Beck, 2009. ISBN 978-83-255-0734-3. Brak numerów stron w książce
- Wpływ wybranych instrumentów prawnopodatkowych na politykę optymalizacji opodatkowania holdingów międzynarodowych. Warszawa: Vizja Press&IT, 2012. ISBN 978-83-62855-10-0. Brak numerów stron w książce
- Podstawowe założenia unijnych reform dotyczących opodatkowania międzynarodowych powiązanych kapitałowo i ich wpływ na materialne i proceduralne polskie prawo podatkowe. „Zeszyty naukowe Sądownictwa Administracyjnego”. 5 (50), 2013.brak numeru strony
- Nowoczesne holdingowe prawo podatkowe jako sposób przeciwdziałania międzynarodowemu opodatkowaniu w: Dylematy reformy systemu podatkowego w Polsce. J. Kulicki, H. Dzwonkowski (red.). Warszawa: Wydawnictwo Sejmowe, 2016. ISBN 978-83-7666-441-5. Brak numerów stron w książce